# Hosszúcsőrű bogyókapó
A hosszúcsőrű bogyókapó (Toxorhamphus poliopterus) a madarak osztályának verébalakúak (Passeriformes) rendjébe és a bogyókapófélék (Melanocharitidae) családjába tartozó faj.

## Rendszerezése
A fajt Richard Bowdler Sharpe angol zoológus és ornitológus írta le 1883-ban, a Melilestes nembe Melilestes poliopterus néven.

## Alfajai
- Toxorhamphus poliopterus maximus Rand, 1941
- Toxorhamphus poliopterus poliopterus (Sharpe, 1882)

## Előfordulása
Új-Guinea szigetén, Indonézia és Pápua Új-Guinea területén honos. Természetes élőhelyei a szubtrópusi és trópusi síkvidéki és hegyi esőerdők, valamint másodlagos erdők és vidéki kertek. Állandó, nem vonuló faj.

## Megjelenése
Testhossza 12 centiméter, testtömege 14-15 gramm. Hosszú görbe csőre van.

## Életmódja
Rovarokkal és nektárral táplálkozik.

## Szaporodása
Fák ágára készíti zacskó alakú fészkét.

## Természetvédelmi helyzete
Az elterjedési területe nagyon nagy, egyedszáma pedig ismeretlen. A Természetvédelmi Világszövetség Vörös listáján nem fenyegetett fajként szerepel.